# Маулброн
Маулброн (њем. Maulbronn) град је у њемачкој савезној држави Баден-Виртемберг. Једно је од 28 општинских средишта округа Енцкрајс. Према процјени из 2010. у граду је живјело 6.730 становника. Посједује регионалну шифру (AGS) 8236038.

## Географски и демографски подаци
Маулброн се налази у савезној држави Баден-Виртемберг у округу Енцкрајс. Град се налази на надморској висини од 251 метра. Површина општине износи 25,4 km². У самом граду је, према процјени из 2010. године, живјело 6.730 становника. Просјечна густина становништва износи 265 становника/km².

## Међународна сарадња
| Мјесто | Држава    | Врста сарадње | Од    |
| ------ | --------- | ------------- | ----- |
|        | Француска | партнерство   | 1987. |
| Извор  |           |               |       |